# Episodi di Transporter: The Series (seconda stagione)
La seconda stagione della serie televisiva francocanadese Transporter: The Series è andata in onda in Canada dal 5 ottobre al 14 dicembre 2014 su The Movie Network e Movie Central. Negli Stati Uniti è andata in onda su TNT dal 29 novembre 2014.
In Italia la stagione è stata trasmessa in prima visione assoluta su Premium Action dal 17 marzo al 21 aprile 2015 e in chiaro su Italia 1 dal 7 settembre al 28 settembre 2015 in prima serata.
| nº | Titolo originale          | Titolo italiano          | Prima TV Canada  | Prima TV Italia | Prima TV Italia 1 |
| -- | ------------------------- | ------------------------ | ---------------- | --------------- | ----------------- |
| 1  | 2B Or Not 2B              | Il testimone             | 5 ottobre 2014   | 17 marzo 2015   | 7 settembre 2015  |
| 2  | We Go Back                | Come eravamo             | 5 ottobre 2014   | 17 marzo 2015   | 7 settembre 2015  |
| 3  | Sex, Lies and Video Tapes | Sesso, bugie e videotape | 12 ottobre 2014  | 24 marzo 2015   | 7 settembre 2015  |
| 4  | Boom                      | L'esplosione             | 19 ottobre 2014  | 24 marzo 2015   | 14 settembre 2015 |
| 5  | Beacon of Hope            | L'ultima speranza        | 26 ottobre 2014  | 31 marzo 2015   | 14 settembre 2015 |
| 6  | Diva                      | Diva                     | 2 novembre 2014  | 31 marzo 2015   | 14 settembre 2015 |
| 7  | T2                        | Un lavoro per due        | 9 novembre 2014  | 7 aprile 2015   | 21 settembre 2015 |
| 8  | Chimera                   | Chimera                  | 16 novembre 2014 | 7 aprile 2015   | 21 settembre 2015 |
| 9  | Euphro                    | Traffici illeciti        | 23 novembre 2014 | 14 aprile 2015  | 21 settembre 2015 |
| 10 | Trust                     | Fiducia                  | 30 novembre 2014 | 14 aprile 2015  | 28 settembre 2015 |
| 11 | Sixteen Hands             | Il trofeo                | 7 dicembre 2014  | 21 aprile 2015  | 28 settembre 2015 |
| 12 | Endgame                   | Game over                | 14 dicembre 2014 | 21 aprile 2015  | 28 settembre 2015 |